# アレクセイ・アリフーリン
アレクセイ・サヤーロヴィチ・アリフーリン(ロシア語: Алексей Саярович Арифуллин、1970年10月13日 - ）は、現ロシア・モスクワ出身の元サッカー選手。現役時代のポジションはDF。タタール人である。

## 来歴

### クラブ
1980年から1988年までFCロコモティフ・モスクワのユースに在籍をした。1989年8月26日、FCトルペド・モスクワ戦(2-0)でデビューを果たした。1999年12月、オフシーズン中に自動車の事故に遭い足を痛める。半年間の治療により回復したが、2000年8月に1部リーグ(2部相当)所属のFCトルペド-ZILに期限付き移籍をした。FCトルペド-ZILでは11試合に出場。2000年10月26日のガゾヴィク-ガスプロム戦(1-1)では試合終了間際に同点ゴールを挙げたが、これはキャリアにおけるリーグ戦の唯一の得点となった。2001年春、ロシア・プレミアリーグ所属のクリリヤ・ソヴェトフ・サマーラに移籍をして3試合に出場。その3試合でアリフーリンは満足のいくプレーをしたが、コーチ陣にそれら(エフゲニー・ブシュマノフ、ウラジーミル・シュニェイコ)から変更するだけの理由を与えれなかったとインタビューで語った。2001年夏、FCディナモ・モスクワに移籍。ここでも3試合の出場に留まり、12月には移籍リストに載る。その後、サッカー選手としてのキャリアを終了させた。

### 代表
1998年4月22日、トルコ代表との試合でロシア代表デビューを飾った。

## タイトル

### クラブ
- FCロコモティフ・モスクワ
  - ロシア・カップ：3 (1995/96 , 1996/97 , 1999/2000)

### 個人
- ロシアリーグ最優秀選手33：№ 2 — 1993, 1994, № 3 — 1999